# Christmas Eve and Other Stories
Christmas Eve and Other Stories è il primo album in studio del gruppo musicale statunitense Trans-Siberian Orchestra, pubblicato nel 1996.
Si tratta del primo disco di una trilogia natalizia, che prosegue con The Christmas Attic (1998) e The Lost Christmas Eve (2004).

## Tracce
1. An Angel Came Down – 3:52 (Franz Gruber, Paul O'Neill, Jon Oliva)
2. O Come All Ye Faithful/O Holy Night (instrumental) – 4:19 (John Francis Wade, Frederick Oakeley, John Reading, Adolphe Adam, John Sullivan Dwight, O'Neill, Robert Kinkel)
3. A Star to Follow – 3:49 (O'Neill)
4. First Snow (instrumental) – 3:53 (O'Neill)
5. The Silent Nutcracker (instrumental) – 2:22 (O'Neill)
6. A Mad Russian's Christmas (instrumental) – 4:42 (Pyotr Ilyich Tchaikovsky, Kinkel, Oliva)
7. The Prince of Peace – 3:33 (Felix Mendelssohn, Charles Wesley, O'Neill)
8. Christmas Eve/Sarajevo 12/24 (instrumental) – 3:25 (O'Neill, Kinkel, Oliva)
9. Good King Joy – 6:36 (Lowell Mason, Kinkel, O'Neill)
10. Ornament – 3:37 (O'Neill, Oliva)
11. The First Noel (instrumental) – 0:55 (Traditional, O'Neill)
12. Old City Bar – 6:18 (O'Neill)
13. Promises to Keep – 2:41 (O'Neill, Kinkel, Oliva)
14. This Christmas Day – 4:20 (O'Neill, Oliva)
15. An Angel Returned – 3:52 (O'Neill, Oliva)

Tracce bonus
1. O Holy Night (instrumental) – 2:39 (Adam, Dwight)
2. God Rest Ye Merry Gentlemen (instrumental) – 1:16 (Traditional)

## Formazione
- Zak Stevens, John Margolis, Marlene Danielle, Michael Fawcette, Thomas Faresse, Ken Williams, Babi Floyd - voce
- Zak Stevens, Nancy Jackson, Peggy Harley, Latasha Spencer, Danielle Lander, Jeffrey Stackhouse, Timothy Carosi, Peter Valentine - cori
- Robert Kinkel - piano, tastiera
- Johnny Lee Middleton - basso
- Jon Oliva - piano, tastiera, basso
- Paul O'Neill - chitarra
- Al Pitrelli - basso
- Jeff Plate - batteria
- Chris Caffery - chitarra (in Christmas Eve (Sarajevo 12/24))
- Mary Wooten - violoncello
- John Clark - corno francese